# الغابة (فلم 2016)
الغابة هو فيلم رعب أمريكي من إخراج جيسون زاده، ومن بطولة ناتالي دورمر وتايلور كيني، صدر الفيلم في 8 يناير 2016.

## قصة الفيلم
تدور أحداث الفيلم في إطار من الرعب والإثارة في غابة أوكيغاهارا باليابان، حيث تبحث السيدة الأمريكية سارة (ناتالي دورمر) عن أختها التوأم بعد اختفائها بشكل غامض، برغم تحذير الناس لـ(سارة) ألا تنحرف عن الطريق، تقرر (سارة) الدخول إلى الغابة للتعرف على مصير شقيقتها لتواجه الأرواح الغاضبة للأموات الذين يفترسون أي شخص يعبر طريقهم.

## بطولة
- ناتالي دورمر: قامت بأداء دورين : سارة وشقيقتها جيس
- تايلور كيني: ايدن
- يوكي يوشي أوزاوا: ميشي
- أوين ماكين: روب
- ستيفاني فوغت: فاليري
- رينا تاكاساكي: هوشيكو
- نوريكو ساكورا: مايومي
- يوهو ياماشيتا: ساكورا
- جيمس أوين: بيتر

## تصوير الفيلم
بدأ التصوير 17 مايو 2015 في طوكيو، اليابان. لم يعط أي ترخيص لطاقم الفيلم من أجل تبادل لإطلاق النار في غابات أوكيغاهارا، وهكذا تحولت مشاهد رئيسية من الفيلم إلى جبل تارا في صربيا.

## روابط خارجية
- الغابة على موقع IMDb (الإنجليزية)
- الغابة على موقع ميتاكريتيك (الإنجليزية)
- الغابة على موقع روتن توميتوز (الإنجليزية)
- الغابة على موقع نتفليكس (الإنجليزية)
- الغابة على موقع قاعدة بيانات الأفلام العربية
- الغابة على موقع ألو سيني (الفرنسية)
- الغابة على موقع Turner Classic Movies (الإنجليزية)
- الغابة على موقع أول موفي (الإنجليزية)
- الغابة على موقع بوكس أوفيس موجو (الإنجليزية)
- الغابة على موقع فيلمافينيتي (الإسبانية)